# Kulbit

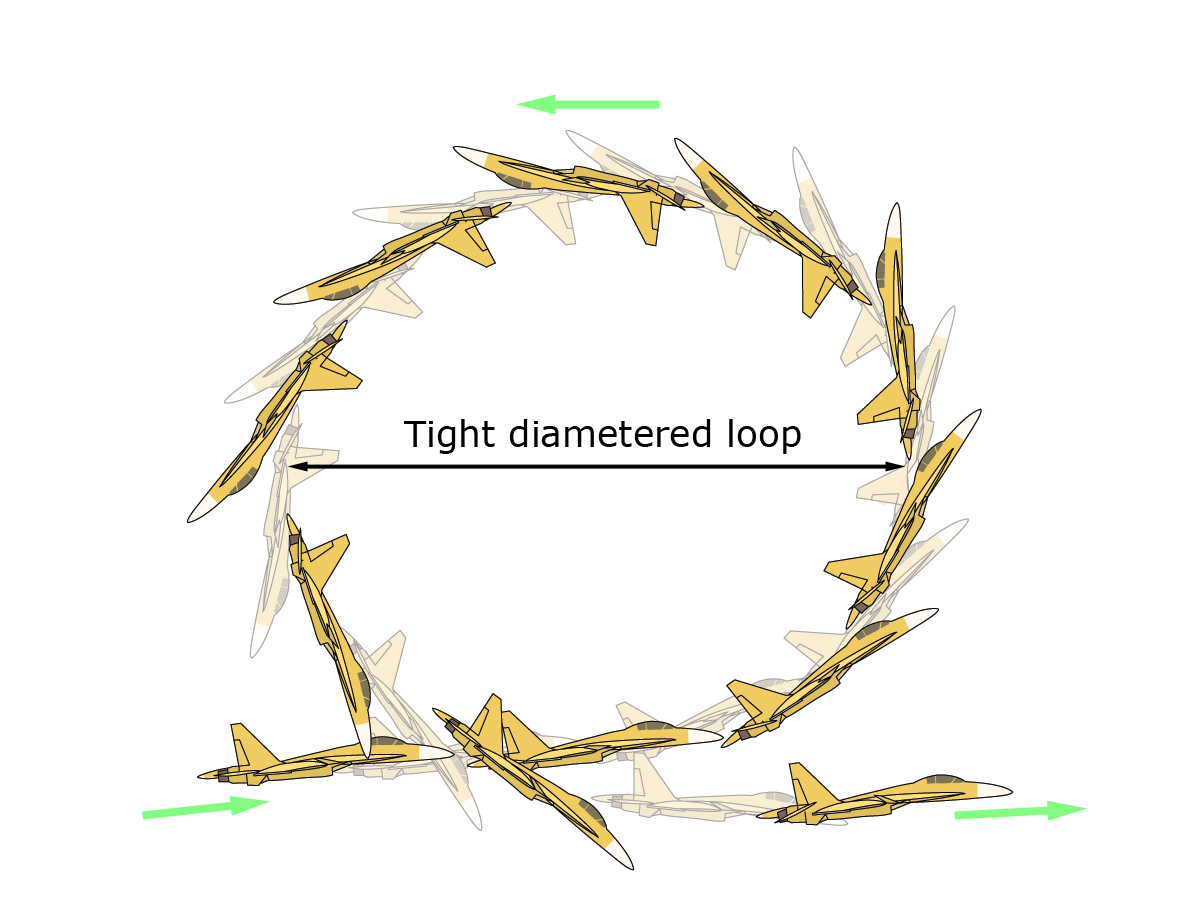
Su-37 mentre esegue la manovra Kulbit

Il "Kulbit" (noto anche come "Chakra di Frolov", nome dato da Evgeny Frolov, pilota collaudatore russo) è una manovra acrobatica, nella quale l'aereo esegue un loop molto stretto, il cui diametro non è molto più grande della lunghezza dell'aereo stesso. Questo è un esempio di manovra post-stallo. Il Kulbit rallenta drasticamente la velocità del velivolo; può pertanto, in teoria, essere utilizzato per lasciarsi superare da un aereo ostile riportando il proprio in posizione di tiro favorevole. Questa manovra è strettamente correlata al "Cobra di Pugachev" ma il Kulbit completa il loop che nel Cobra si interrompe quasi subito.  Esempi di aerei in grado di eseguire il Kulbit sono il Sukhoi Su-37 Terminator e l'F-22 Raptor.